# Nathanael Pringsheim
Nathanael Pringsheim (Landsberg, Silésia, Prússia, atual Gorzów Śląski, Polônia, 30 de novembro de 1823 — Berlim, 6 de outubro de 1894) foi um botânico alemão. 